# 夜明け (映画)
『夜明け』（よあけ）は、2019年1月18日に公開された日本映画である。監督は映画監督である是枝裕和や西川美和の助監督を務め、本作が初監督作品となる広瀬奈々子。主演は柳楽優弥。ある秘密を抱えて逃げ続ける青年と木工所を運営する独り身の男性が心の絆を築く過程を描いていく。第19回東京フィルメックスコンペティション部門 スペシャル・メンション受賞作品。

## あらすじ
ある朝、釣りに出かけた涌井哲郎は川辺で倒れている1人の青年を発見し、保護する。青年はその前の日の夜、意識が朦朧とする中で橋の上から花束を投げ入れた後、そのまま倒れたようだ。哲郎は釣りに行くのをやめて、青年をそのまま乗ってきた軽トラックに乗せて自宅に戻った。一人暮らしの哲郎の家に敷かれた布団の中で目を覚ました青年は「ヨシダシンイチ」と名乗る。しかし、名前以外の素性は話したがらず、行く当てもなさそうな雰囲気であった。ただならぬ雰囲気を感じた哲郎は運営する木工所で働かせることにした。
木工所には2人の従業員と女性事務員がいた。見知らぬ新人に驚く2人の従業員=庄司大介と米山源太だが、温かく迎え入れる。元気になった青年を見て喜ぶ成田宏美は、哲郎の恋人で近々結婚することになっていた。宏美の家は兼業農家で、宏美は6歳になる娘と母親と一緒に暮らしていた。温かい家庭のような雰囲気に包まれた中で、青年は「シンイチ」として哲郎とともに暮らすことになった。
青年は哲郎の家にある一室を与えられる。そこは8年前に交通事故で哲郎の妻とともに亡くなった息子である真一の部屋だった。部屋には音楽好きだった人間らしく、CDやギターなどの音楽機材が沢山並べられていた。哲郎は息子と同じ名前である「真一」を名乗る青年に運命を感じていた。
少しずつ哲郎との生活や木工所での働きにも慣れてきた青年は、それまで隠していた自分の素性を少しずつ話していく。自分が本当になりたかった職業に就けなかったこと、優秀な兄を持ってしまったが故に生まれた劣等感など、過去の自分をさらけ出すように話す青年に、哲郎はかつての自分を投影させる。別の道を進みたがっていた息子の真一が木工所を継がないという意志を示した時に、息子に対して侵した罪を哲郎は今でも強く後悔していた。
その頃、2人の周りでは数年前に起きたある事件の噂が浮き彫りになっていた。そして、その事件が「シンイチ」と名乗る青年に暗い影を落とすことになる。

## キャスト
- 青年「シンイチ」/芦沢光 - 柳楽優弥[2]
- 涌井哲郎 - 小林薫[2]
- 庄司大介（木工所の従業員） - YOUNG DAIS
- 米山源太（木工所の従業員） - 鈴木常吉
- 成田宏美（哲郎の恋人） - 堀内敬子
- 芹川藍
- 高木美嘉
- 清水葉月
- 竹井亮介
- 飯田芳
- 岩崎う大

## スタッフ
- 監督・脚本 - 広瀬奈々子（※監督デビュー作）
- 音楽 - Tara Jane O'Neil
- 撮影 - 高野大樹
- 照明 - 山本浩資
- 録音 - 小宮元
- 美術 - 仲前智治、徐賢先
- 編集 - 菊池智美
- キャスティング - 田端利江
- 衣裳 - 小林身和子
- ヘアメイク - 知野香那子
- 助監督 - 木ノ本豪
- 制作担当 - 横井義人
- ラインプロデューサー - 奥泰典
- 広告美術 - 矢後直親
- 宣伝写真 - 佐藤麻優子
- アクション - 川本耕史
- 木工監修 - 常世田一弥
- 企画協力 - 分福、是枝裕和、西川美和
- 助成 - 文化庁文化芸術振興費補助金（映画創造活動支援事業）独立行政法人日本芸術文化振興会
- エグゼクティブ・プロデューサー - 濱田健二、飯田雅裕
- プロデューサー - 西川朝子、伊藤太一
- 企画プロデューサー - 北原栄治
- 製作者 - 川城和実、中江康人、宮崎伸夫
- 配給 - マジックアワー
- 制作プロダクション - AOI Pro.
- 製作 -「夜明け」製作委員会（バンダイナムコアーツ、AOI Pro.、朝日新聞社）